# Nicky Samuels
Nicky Samuels (Whangarei, 28 de fevereiro de 1983) é uma triatleta profissional neozelandesa. 

## Carreira

### Rio 2016
Nicky Samuels disputou os Jogos do Rio 2016, terminando em 14º lugar com o tempo de 1:59:30. 